# To Be Free (Tonight Alive)
To Be Free è un singolo del gruppo musicale australiano Tonight Alive, il secondo estratto dal loro terzo album in studio Limitless, pubblicato il 20 novembre 2015 dalla Sony Music.

## Tracce
Testi e musiche di Jenna McDougall e Whakaio Taahi.
1. To Be Free – 3:27

## Formazione
Tonight Alive
- Jenna McDougall – voce
- Whakaio Taahi – chitarra solista, tastiera
- Jake Hardy – chitarra ritmica
- Cam Adler – basso
- Matt Best – batteria, percussioni

Altri musicisti
- Douglas Allen – tastiera, programmazione, effetti
- Steve Solomon – tastiera, programmazione
- Brian Robbins – programmazione
- Greg Johnson – effetti
- Koby Nelson – cori